# Alvise Corner (scrittore)
Alvise Cornèr, o Cornaro (Venezia, 1484 – Padova, 8 maggio 1566), è stato uno scrittore, letterato e mecenate italiano.

## Biografia
Nacque nella parrocchia di San Bartolomeo da Antonio di Giacomo e Angeliera Angelieri.
L'anno di nascita è stato fissato nel 1484 dallo studioso Emilio Menegazzo che ritiene infondata la convinzione che il Corner fosse morto quasi centenario. Il letterato, infatti, era convinto che l'uomo potesse vivere sui 90-100 anni se avesse prestato attenzione all'igiene e lui stesso volle presentarsi come esempio ritoccando più volte la sua età per eccesso: nel 1540 egli affermava di avere 56 anni, che diventavano 70 nel 1551; l'anno dopo erano 74, nel 1557 80 e nel 1559 85; nel 1565, addirittura, arrivava a 95. Non aiutano le testimonianze di Antonio Maria Graziani il quale disse di aver assistito alla sua morte avvenuta a 98 anni. La data di nascita proposta dal Menegazzo si basa su quanto dichiarato dallo stesso Corner in un esposto ufficiale alla Repubblica di Venezia, un ambito che ovviamente richiedeva serietà.
Quanto alla famiglia, il Corner riteneva di discendere dall'omonima casata patrizia e, in particolare, da un figlio del doge Marco Corner il quale si era trasferito in Morea. I suoi discendenti sarebbero tornati a Venezia ricchissimi, ma avevano perso la prerogativa di nobili.
In realtà la famiglia del Corner non disponeva di un grande patrimonio e la gran parte delle sostanze proveniva dalla dote materna. Nel 1490, inoltre, uno zio omonimo aveva tentato inutilmente di farsi riconoscere patrizio, presentando una versione differente ma più verosimile: il figlio del doge Marco da cui discendevano si chiamava Enrico o Rigo e, bandito da Venezia, si era stabilito a Padova come Antonio di Rigo dal Legname. I parenti del Corner furono effettivamente noti con il cognome Righi e lo stesso Alvise viene ricordato, in occasione delle nozze della figlia Chiara, come ser Jacomo Corner da Padoa diti dirjgi.
Quel che è certo è che i suoi genitori erano entrambi veneziani, così come lo zio materno, il sacerdote Alvise Angelieri. Nel 1489 il piccolo Alvise fu inviato a Padova presso quest'ultimo, il quale godeva di un patrimonio non indifferente, con due canonicati, case e proprietà terriere sparse tra Este e Chioggia. Fu probabilmente lo zio, che era certamente un uomo di cultura e priore del Collegio Pratense, ad introdurlo allo studio delle lettere e della giurisprudenza. Tuttavia il Corner non riuscì a laurearsi, in quanto la sua mentalità pratica mal si adattava a studi astratti e staccati dalla realtà. Paradossalmente esercitò privatamente la professione di avvocato.
Nel 1511, alla scomparsa dello zio, si ritrovò unico erede delle sue cospicue proprietà (il fratello Giacomo aveva ricevuto i beni materni) e gli succedette nel ruolo di priore. Dopo aver tentato, inutilmente, di farsi riconoscere nobile, decise di volgere definitivamente le spalle a Venezia e spostò i suoi interessi su Padova e le sue proprietà, che seppe gestire con grande intelligenza. Nel 1517 le sue proprietà accrebbero con la dote derivata dal matrimonio con Veronica di Giovanni Agugia.
Ebbe così la possibilità di dedicarsi a studi di agricoltura, idraulica ed architettura. Costruì ville e altri edifici, si dedicò a molte opere di bonifica nei territori della Serenissima, in special modo dighe per controllare le acque al fine di estendere le zone coltivabili.
Un'importante sede di villeggiatura e lavoro dell'umanista è Codevigo che deve molto alla famiglia Cornaro per le sue opere di bonifica. Considerato l'esiguo numero di abitanti, si può considerare che negli ultimi anni della sua vita, Alvise Cornaro fosse pressoché padrone dell'intero paese e che la maggior parte delle persone lavorasse per lui. Non va inoltre dimenticato il fondamentale ruolo che il Cornaro ebbe nella ricostruzione della Chiesa di San Zaccaria, la cui realizzazione fu affidata al veronese Falconetto, già architetto della Loggia e Odeo Cornaro e dell'abitazione dei Cornaro a Codevigo. Rilevante anche l'insediamento della famiglia nel Palazzo Merli, indicato nel 1563 in una mappa di Nicolò Da Cortivo come "casa di corner" in cui era solito alloggiare anche Alvise Beolco.
Formula alla Magistratura alle Acque una proposta per preservare la laguna dall'interramento, deviando il corso del fiume Brenta e chiudendo la laguna al mare, favorendo quindi l'ampliamento verso la terraferma. Risponde per la Magistratura Cristoforo Sabbadino, proponendo di utilizzare i fanghi scavati dai canali per ampliare i bordi sfrangiati di Venezia, senza proseguire quindi nell'entroterra. La controproposta di Cornaro prevede una cinta muraria costruita nell'acqua, con bastioni e un terrapieno tutto attorno creato con i fanghi scavati, su cui potrebbe sorgere un parco: egli vuole spingere l'ampliamento urbano verso la terraferma, andando contro dei topoi tipici veneziani di città unica al mondo senza mura, o meglio che ha per mura l'acqua e per tetto il cielo. Nel 1560 proporrà un altro progetto per il bacino marciano (Piazza San Marco), costruendo su due velme, con i fanghi scavati, un teatro all'antica e a scena fissa, una collinetta sormontata da una loggia aperta sui lati, che domini sul paesaggio (simile per concezione alla futura Villa Capra detta la Rotonda di Palladio); e infine una fontana tra le Colonne di San Marco e San Todaro. Tale triangolo visivo sposterebbe il punto di vista dall'acqua (verso la piazza) a una visione verso l'acqua, interpretando così simbolicamente l'esortazione di Cornaro affinché la Serenissima attui una politica agricolo-imprenditoriale verso la terraferma al posto dell'attuale interesse verso quella marittimo-commerciale. 
Tale proposta utopistica però non ha seguito, mentre si realizza l'espansione urbana voluta da Sabbadino.
Nella veste di mecenate protesse svariati artisti, tra cui Angelo Beolco detto Il Ruzante. Sostenne il pittore e architetto Giovanni Maria Falconetto, che fece conoscere al vescovo di Padova, committente in seguito della Villa dei Vescovi. A Falconetto, Alvise Cornaro commissionò il giardino della propria casa a Padova comprendente la Loggia e Odeo Cornaro; l'Odeo, realizzato a partire dal 1524 e ispirato agli esempi classici (in particolare a Vitruvio), è considerato tra i primi esperimenti di teatro moderno.
Ipotizzò di costruire un teatro su un'isola artificiale nel Canal Grande di Venezia, proprio davanti a piazza San Marco.
Dal 1538 ebbe rapporti con il giovane architetto Andrea Palladio.
Dopo aver scritto un trattato di architettura e uno sulle acque (1566), scrisse il trattato che gli dette fama, Discorso sulla vita sobria.
Riacquistata a quarant'anni la propria salute dopo un periodo di infermità e di sofferenza dovute anche alla vita dissoluta giovanile, scrisse questo trattatello pubblicato per la prima volta a Padova nel 1558 e seguito da altre tre opere similari nel 1561, 1563 e 1565. In esso, scritto quando aveva ottantatré anni, rese conto della propria esperienza e suggerì alcune regole per raggiungere la vecchiaia nella pienezza delle facoltà fisiche e mentali, a partire dalla dieta quotidiana composta di 12 once di cibo e 20 once di vino. Egli stesso si presenta così:
e probabilmente non mentiva, contando che all'età di settant'anni a seguito del ribaltamento della carrozza su cui viaggiava, si ruppe un braccio e una gamba, ma si riprese completamente.
Nell'ultimo periodo della sua vita iniziò ad aumentarsi gli anni; morì l'8 maggio 1566.
Un suo ritratto eseguito da Tintoretto è conservato a Palazzo Pitti.
A Padova gli sono state intitolate una via ed una scuola, in via Riccoboni, non molto lontano dalla Loggia e Odeo Cornaro.

## Opere
- Come vivere cento anni - Discorso della vita sobria:
  - Primo Discorso: Sulla vita sana e temperata
  - Secondo Discorso: la Metode la più sicura per rimediare ad une costituzione maladiva
  - Terzo Discorso: Metodo per godere il benessere completo negli anni avanzati
  - Quarto Discorso: Una esortazione ad una vita sobra e regolare per attegnere gli anni avanzati
- Trattato di acque, Padova, Grazioso Percacino, 1560.